# Ribnik (Bosna a Hercegovina)
Ribnik (v srbské cyrilici Рибник) je opština v Republice srbské, v Bosně a Hercegovině. Nachází se v severozápadní části Bosny, nedaleko Banja Luky. Vznikla v roce 1995 po podepsání Daytonské dohody a oddělení části původní opštiny Ključ od Federace Bosny a Hercegoviny a její přičlenění k Republice srbské. Svůj název má podle vesnice, kde sídlí obecní úřad (Gornji Ribnik). Dříve se také jmenovala Srpski Ključ, nicméně tento název byl změněn. V roce 2013 zde žilo 6 517 obyvatel, z nichž je 99,5 % srbské národnosti.
Pod tuto opštinu spadají následující sídla:
- Busije
- Crkveno
- Čađavica
- Donja Previja
- Donja Slatina
- Donji Ribnik
- Donje Ratkovo
- Donje Sokolovo
- Donji Vrbljani
- Dragoraj
- Dubočani
- Gornja Previja
- Gornje Ratkovo
- Gornja Slatina
- Gornje Sokolovo
- Gornji Ribnik
- Gornji Vrbljani
- Jarice
- Ljubine
- Rastoka
- Sitnica
- Sredice
- Stražice
- Treskavac
- Velečevo
- Velijašnica
- Velije
- Zableće